# 馬特維伊夫卡 (五一區)
45°45′14″N 33°48′43″E / 45.75389°N 33.81194°E
馬特維伊夫卡（烏克蘭語：Матвіївка），是烏克蘭的城鎮，位於克里米亞自治共和國，由五一區負責管轄，處於沃龍齊夫卡河畔，面積0.35平方公里，海拔高度17米，2014年人口277。